# Liste der Monuments historiques in Beaucaire
Die Liste der Monuments historiques in Beaucaire führt die Monuments historiques in der französischen Gemeinde Beaucaire auf.

## Liste der Bauwerke
| Bezeichnung                                            | Beschreibung | Standort                                            | Kennzeichnung | Schutzstatus | Datum     | Bild |
| ------------------------------------------------------ | ------------ | --------------------------------------------------- | ------------- | ------------ | --------- | ---- |
| Basis eines Meilensteins                               |              | Clos des Mélettes (Lage)                            | PA00102975    | Classé       | 1965      |      |
| Kapelle Saint-Joseph                                   |              | Mas Saint-Joseph (Lage)                             | PA00102976    | Inscrit      | 1946      |      |
| Kapelle Saint-Louis                                    |              | Mont Saint-Louis (Lage)                             | PA00102977    | Classé       | 1846      |      |
| Kapelle Saint-Pierre                                   |              | 17, impasse du Doyenné (Lage)                       | PA00102978    | Classé       | 1973      |      |
| Portal der Kapelle Saint-Pierre-de-Rives               |              | 6, Rue Mirabeau (Lage)                              | PA00102979    | Inscrit      | 1946      |      |
| Schloss Beaucaire                                      |              | Mont Saint-Louis (Lage)                             | PA00102980    | Classé       | 1875      |      |
| Reste des Kreuzgangs des Benediktinerklosters          |              | Impasse du Doyenné (Lage)                           | PA00102981    | Inscrit      | 1937      |      |
| drei Meilensteine, sogenannte Colonnes de César        |              | Clos des Mélettes (Lage)                            | PA00102974    | Classé       | 1963      |      |
| Portal des Franziskanerklosters                        |              | 24, rue Eugène Vigne (Lage)                         | PA00102990    | Classé       | 2006      |      |
| Kapelle Croix couverte                                 |              | 45, chemin de Beauvoir (Lage)                       | PA00102982    | Classé       | 1906      |      |
| Stiftskirche Notre-Dame-des-Pommiers                   |              | Place Olivier Lombard (Lage)                        | PA00102983    | Classé       | 1942      |      |
| Kirche Saint Paul                                      |              | 16, rue Eugène Vigne 12, impasse St Paul (Lage)     | PA00102984    | Classé       | 2005      |      |
| Stadtpalais                                            |              | 7, rue de l’Hôtel-de-Ville (Lage)                   | PA00102985    | Inscrit      | 1946      |      |
| Hôtel de Linage                                        |              | 2, rue Baudin 2, rue du Rhône (Lage)                | PA30000060    | Inscrit      | 2005      |      |
| Hôtel de Margallier, sogenanntes Maison des Cariatides |              | 23, rue de la République (Lage)                     | PA00103003    | Inscrit      | 1926      |      |
| Hôtel de ville                                         |              | Place Georges Clemenceau (Lage)                     | PA00102986    | Classé       | 1925      |      |
| Hôtel de Roys de Lédignan                              |              | 28, rue Barbès (Lage)                               | PA00102987    | Inscrit      | 1946      |      |
| Gebäude                                                |              | 22, rue des Bijoutiers 41, rue Barbès (Lage)        | PA00102988    | Inscrit      | 1946      |      |
| Statuennische                                          |              | 21, rue du Château (Lage)                           | PA00102989    | Inscrit      | 1946      |      |
| Portal                                                 |              | 32bis, rue Eugène Vigne (Lage)                      | PA00102991    | Inscrit      | 1946      |      |
| Gebäude                                                |              | 18a, rue Barbès (Lage)                              | PA00102992    | Inscrit      | 1946      |      |
| Gebäude                                                |              | 10, rue Mirabeau (Lage)                             | PA00102993    | Inscrit      | 1946      |      |
| Statuennische                                          |              | 16, rue Ledru Rollin rue du Jeu-de-Paume (Lage)     | PA00102994    | Inscrit      | 1949      |      |
| Gebäude                                                |              | 1, place de la République (Lage)                    | PA00102995    | Inscrit      | 1946      |      |
| Gebäude                                                |              | 2, place de la République (Lage)                    | PA00102996    | Inscrit      | 1946      |      |
| Gebäude                                                |              | 3, place de la République (Lage)                    | PA00102997    | Inscrit      | 1946      |      |
| Gebäude                                                |              | 4, rue de la République (Lage)                      | PA00102998    | Inscrit      | 1946      |      |
| Gebäude                                                |              | 8, rue de la République (Lage)                      | PA00102999    | Inscrit      | 1946      |      |
| Hôtel de Clausonnette                                  |              | 21, rue de la République (Lage)                     | PA00103000    | Inscrit      | 1946      |      |
| Gebäude                                                |              | Rue Victor Hugo Rue Diderot (Lage)                  | PA00103001    | Inscrit      | 1946      |      |
| Haus                                                   |              | 7, rue des Bijoutiers (Lage)                        | PA00103004    | Inscrit      | 1946      |      |
| Haus                                                   |              | 11, rue des Bijoutiers (Lage)                       | PA00103005    | Inscrit      | 1946      |      |
| Haus                                                   |              | 13, rue des Bijoutiers (Lage)                       | PA00103006    | Inscrit      | 1946      |      |
| Haus                                                   |              | 15, rue des Bijoutiers (Lage)                       | PA00103007    | Inscrit      | 1946      |      |
| Haus                                                   |              | 17, rue des Bijoutiers (Lage)                       | PA00103008    | Inscrit      | 1946      |      |
| Haus                                                   |              | 19, rue des Bijoutiers (Lage)                       | PA00103009    | Inscrit      | 1946      |      |
| Fenster                                                |              | 17, rue Émile Jamais (Lage)                         | PA00103010    | Inscrit      | 1946      |      |
| Hôtel Fermineau                                        |              | Place Georges Clemenceau (Lage)                     | PA00103011    | Inscrit      | 1935 1942 |      |
| Treppenturm                                            |              | 11, rue Jean-Jacques Rousseau (Lage)                | PA00103012    | Inscrit      | 1946      |      |
| Renaissancerelief                                      |              | 13, rue Jean-Jacques Rousseau (Lage)                | PA00103013    | Inscrit      | 1946      |      |
| Renaissancefassaden                                    |              | 73, rue Nationale (Lage)                            | PA00103014    | Inscrit      | 1926      |      |
| Treppenhaus                                            |              | 18, rue de la République (Lage)                     | PA00103015    | Inscrit      | 1946      |      |
| Hôtel Maison Aimery                                    |              | 31, rue de la République (Lage)                     | PA00103016    | Inscrit      | 1946      |      |
| Fassadenelement (Ochsenauge)                           |              | 9, rue Roquecourbe (Lage)                           | PA00103017    | Inscrit      | 1946      |      |
| sogenanntes Maison Gothique                            |              | 8, rue Victor Hugo (Lage)                           | PA00103002    | Classé       | 1999      |      |
| Treppenturm                                            |              | 27, rue Barbès (Lage)                               | PA00103019    | Inscrit      | 1935      |      |
| Statuennische                                          |              | 24, rue des Bijoutiers 42, rue Barbès (Lage)        | PA00103020    | Inscrit      | 1946      |      |
| Statuennische                                          |              | Place de la République Rue des Trois Pigeons (Lage) | PA00103021    | Inscrit      | 1946      |      |
| Porte de Rochecourbe                                   |              | 6, rue du Champ de Foire (Lage)                     | PA00103022    | Inscrit      | 1945      |      |
| Höhlenkloster Saint-Roman                              |              | (Lage)                                              | PA00103018    | Classé       | 1990      |      |
| Teilstück der Via Domitia                              |              | Les Carrières (Lage)                                | PA00103023    | Inscrit      | 1984 1987 |      |

## Liste der Objekte
- Monuments historiques (Objekte) in Beaucaire in der Base Palissy des französischen Kultusministeriums